# Турбина, Любовь Николаевна
Любо́вь Никола́евна Турбина́ (род. 17 июня 1942, Ашхабад) — белорусская и русская поэтесса, литературный критик, переводчик, учёный-генетик, кандидат биологических наук (1971). Сотрудник Института мировой литературы имени А. М. Горького РАН.

## Биография
Родилась в 1942 году в Ашхабаде в семье агронома и генетика Н. В. Турбина.
В 1964 году окончила физический факультет Белорусского государственного университета. В 1971 году защитила кандидатскую диссертацию по радиобиологии. В 1980 году заочно окончила московский Литературный институт имени А. М. Горького.
В 1965—1984 годах работала в Институте генетики АН БССР.
В 1984—2000 годах — старший научный сотрудник отдела взаимосвязей литератур Института литературы имени Я. Купалы АН БССР. Автор работ по литературным взаимосвязям между белорусской и тюркоязычными литературами СССР и СНГ (азербайджанской, узбекской и туркменской), публиковавшихся в журнале «Весці АН БССР» (1989—1995). Параллельно преподавала в Белорусской академии музыки (курс «Поэтика для композиторов», 1978—1989), Минском институте культуры (курс русской советской литературы, 1980—1984), Европейском гуманитарном университете (курс русской поэзии XX века).
В 2001 году переехала в Москву. С 2004 года работает в отделе литератур народов Российской Федерации и СНГ Института мировой литературы имени А. М. Горького РАН; занимается белорусской литературой. Участвует в международных научных симпозиумах, в том числе ежегодных конференциях «Феномен заглавия», проводимых в Российском государственном гуманитарном университете.

## Творчество
Дебютировала как поэт в 1974 году (публикации в минской газете «Знамя юности», журнале «Подъём»). Автор стихотворных сборников «Улица детства» (1981), «Город любви» (1988; переиздан в 2006), «Наша надежда жива, если плачем» (1991), «Сны-города» (1993), «Четыре портрета» (1997), «Эклоги. Стихи и переводы» (2000), «Ускользающее чудо» (2002), «Обратное зрение» (на русском и болгарском языках, 2005). Публиковалась в журналах «Юность», «Дружба народов», «©оюз Писателей», «Слово».
Выступает как литературный критик и переводчик поэзии с белорусского, украинского и болгарского языков.
С 1990 года — член Союза писателей России.